# مارتا جفرسن رندولف
 مارتا جفرسن رندولف (انگلیسی: Martha Jefferson Randolph؛ ۲۷ سپتامبر ۱۷۷۲ – ۱۰ اکتبر ۱۸۳۶) یک سیاست‌مدار اهل ایالات متحده آمریکا بود. وی بانوی اول ایالات متحده و دختر توماس جفرسون سومین رئیس جمهور ایالات متحده آمریکا بود